# Reinado social de Jesucristo

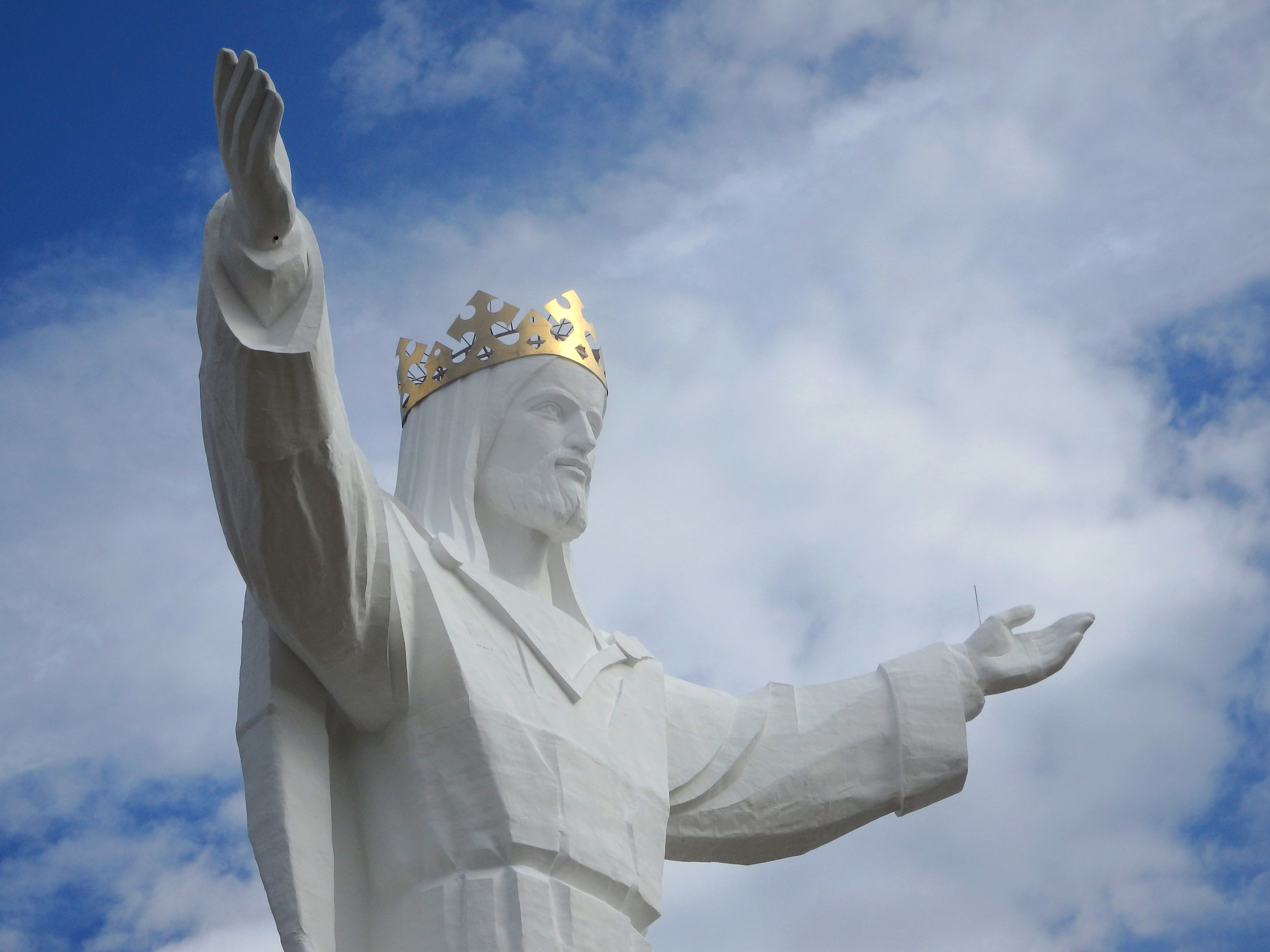
Estatua representativa de Cristo Rey en Świebodzin (Polonia).

El reinado social de Jesucristo es una expresión usada por los católicos desde la segunda mitad del siglo XIX. Sintetiza la aspiración de que toda la sociedad —y no solo los individuos de manera particular— se rija por la ley natural y la ley divina, según están ambas definidas por la doctrina católica. 
Este ideal, que se inspira en el sistema político vivido en la antigua Cristiandad, fue elevado a magisterio de la Iglesia por el papa Pío XI. Guarda relación con la devoción al Sagrado Corazón de Jesús y generalmente se ha considerado un planteamiento contrario al laicismo, al liberalismo político y a la idea de soberanía popular.
Según el sacerdote José Ricart Torrens, responde plenamente a lo que dice San Pablo en 1 Cor. XV, 24-25:

«Es preciso que Él reine mientras pone a todos sus enemigos bajo sus pies».

## Origen y uso de la expresión

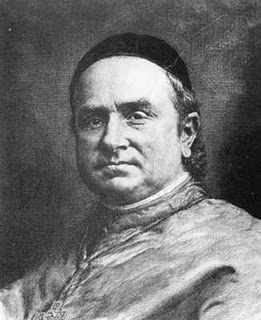
El cardenal Pie (1815-1880)

La idea podría remontarse a una entrevista que mantuvo el entonces obispo de Poitiers, Louis Édouard Pie, con Napoleón III el 15 de mayo de 1856. Según el relato que hizo de la misma el padre Théotime de Saint-Just, Pie contestó al emperador francés —que se jactaba de haber hecho más por la Iglesia que la Restauración— que aquello no era suficiente, porque ni la Restauración ni el Segundo Imperio había restaurado a Dios «su trono», ya que no habían renegado de los principios de la Revolución, cuyas consecuencias prácticas, sin embargo, se veían obligados a combatir. Mons. Pie añadía:

El evangelio social del cual se inspira el Estado sigue siendo la declaración de los derechos humanos, que no es otra cosa, señor, más que la negación formal de los derechos de Dios.

Ahora bien, es derecho de Dios gobernar tanto a los Estados como a los individuos. No es otra cosa lo que Nuestro Señor ha venido a buscar a la tierra. Él debe reinar inspirando las leyes, santificando las costumbres, esclareciendo la enseñanza, dirigiendo los consejos, regulando las acciones tanto de los gobiernos como de los gobernados. Allí donde Jesucristo no ejerce ese reinado, hay desorden y decadencia.

Al replicarle Napoleón III que establecer ese reino exclusivamente religioso que le pedía —que implicaba cercenar la libertad de cultos— podría desencadenar todas las malas pasiones, Pie afirmaba que a él no le quedaba sino someterse y acatar su decisión, pero que si no había llegado para Jesucristo «la hora de reinar», tampoco había llegado para los gobiernos «la hora de perdurar».
La expresión «reinado social de Jesucristo» fue acuñada poco después por el sacerdote jesuita francés Henri Ramière, fundador del Messager du Coeur de Jésus (1861), quien la empleó contra las ideas del liberalismo político, que propugnaban la secularización de las instituciones y la sociedad en Europa y América. El llamado reinado social de Cristo estaba relacionado con la entonces extendida devoción al Sagrado Corazón de Jesús, que Ramière consideraba que era «el instrumento principal del que una misericordiosa Providencia quiere valerse para regenerar la sociedad».

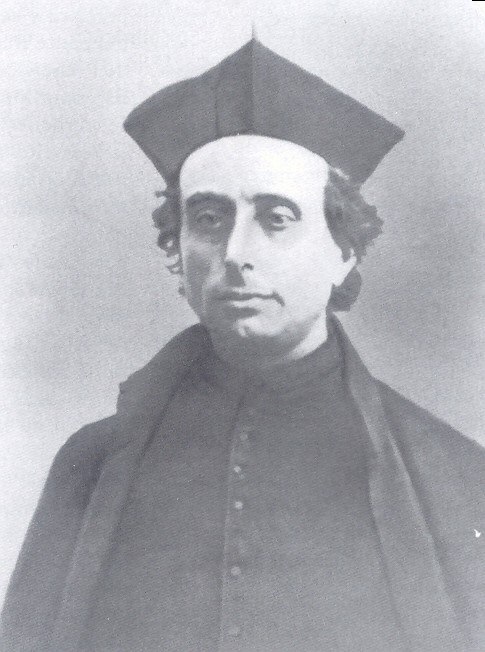
Henri Ramière (1821-1884)

Cuando se estaba preparando el Concilio Vaticano I, el padre Ramière, que participó como teólogo en el mismo, escribió un libro titulado La soberanía social de Jesucristo o las doctrinas de Roma acerca el liberalismo en sus relaciones con el dogma cristiano y las necesidades de las sociedades modernas. En él formuló la siguiente tesis sobre la soberanía social de Cristo:

Es un dogma de fe que Jesucristo posee una autoridad soberana sobre las sociedades civiles, lo propio que sobre los individuos de que se componen; y, por consiguiente, las sociedades, en su existencia y en su acción colectiva, lo propio que los individuos, en su conducta privada, están obligados a someterse a Jesucristo y observar sus leyes.

Según confesaba en las primeras páginas de su obra, Ramière defendía la soberanía social de Jesucristo con la misma rotundidad que anteriormente los cristianos habían defendido su divinidad.
Otro de los precursores de esta doctrina fue el sacerdote español José Gras y Granollers, quien, en reacción a la Vida de Jesús de Renan, que negaba la divinidad de Cristo, salió en defensa de la misma en diversas publicaciones y escritos. En 1864 Gras celebró en Écija el primer triduo a Cristo Rey y, tras ser nombrado canónigo de la abadía del Sacromonte de Granada y auspiciado por el arzobispo Bienvenido Monzón, fundó en 1866 la Academia y Corte de Cristo, una asociación católico-literaria de seglares que tenía como fin dar a conocer y adorar la soberanía de Cristo. José Gras escribía que su mayor deseo era que «Cristo reine sobre todas las esferas de la actividad humana». En 1876 fundaría también la congregación de las Hijas de Cristo Rey.
Aunque la doctrina del reinado social no estaba definida en ningún símbolo, bula o concilio, para el predicador español José Ramírez, constituía también un dogma de fe revelada, al fundamentarse en la unión hipostática de las dos naturalezas de Jesucristo (divina y humana), deduciendo que, siendo Cristo autor de la creación y de la redención, tiene autoridad, y «habiéndonos comprado con el precio de su preciosa sangre, somos suyos, y Él Rey nuestro».

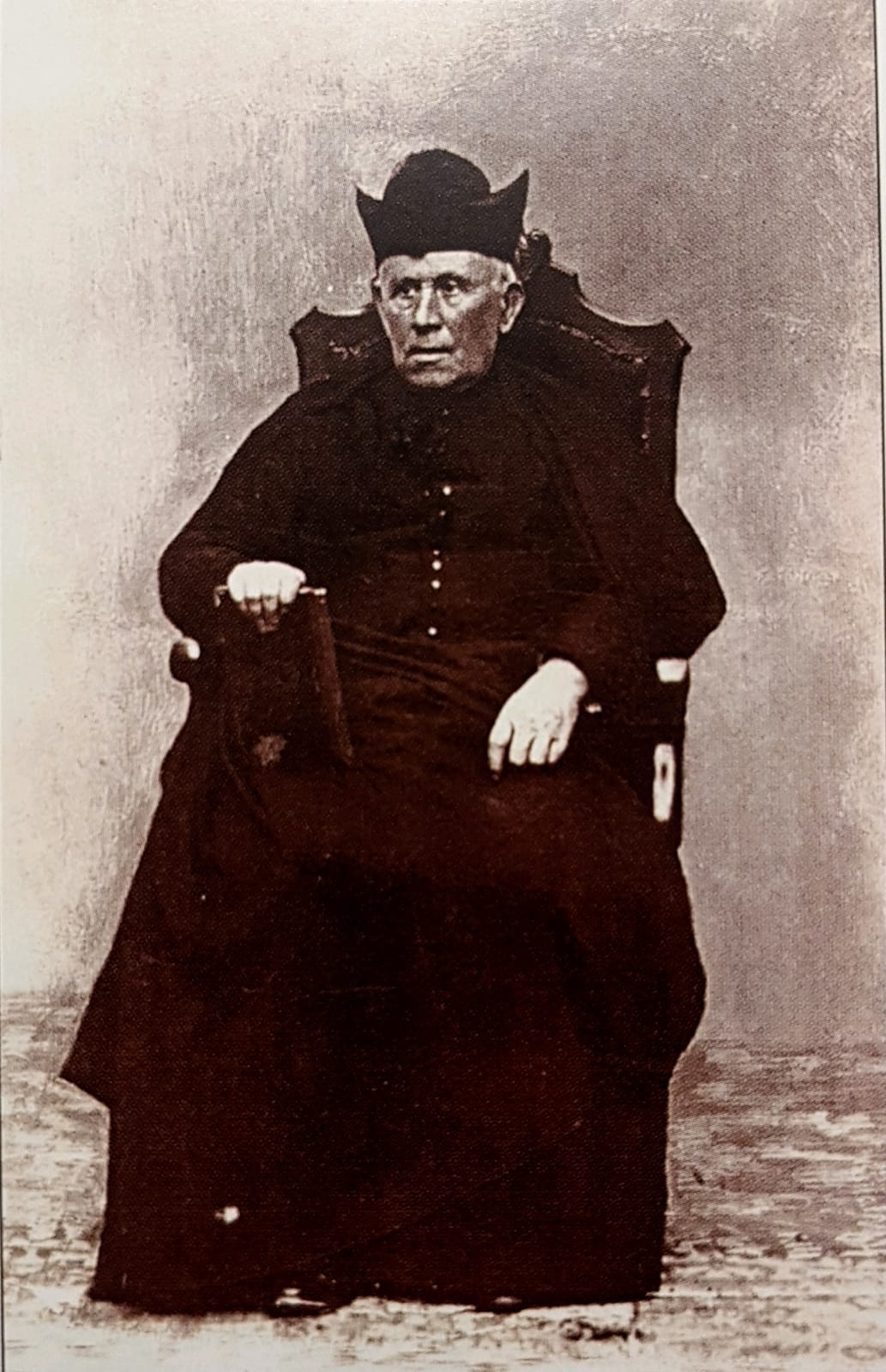
José Gras y Granollers (1834-1918)

En España esta doctrina fue muy defendida a fines del siglo XIX por los tradicionalistas (principalmente carlistas e integristas), entre quienes destacaban personajes como Mateos Gago, que abogaban por la restauración de la monarquía tradicional española con unidad religiosa. En cambio, los católicos partidarios de aceptar el sistema liberal se opusieron a ella. Por ejemplo, el padre Sánchez, enemigo del carlismo, consideraba que el llamado reinado social de Jesucristo en el orden temporal estaba en oposición con la pureza de la doctrina de la Iglesia, profesada y defendida contra los déspotas romanos sacerdotes del paganismo, que «en virtud de aquel contubernio de lo humano con lo divino, habían derramado la sangre de tantos mártires inocentes».
Para los católicos más intransigentes con el error, el reinado social venía a subrayar nuevamente la condena sin paliativos del liberalismo realizada por Pío IX en su famoso Syllabus (1864). En los discursos católicos, los vivas al «reinado social de Jesucristo» solían ir acompañados de otros al «Papa Rey» y, en España, a la «unidad católica».
La jerarquía eclesiástica empleó también esta expresión para orientar el posicionamiento político de los católicos. Por ejemplo, en una pastoral de 1893 con motivo de las elecciones españolas de ese año, el arzobispo de Burgos Manuel Gómez-Salazar afirmó que en las naciones, cualquiera que sea su forma de gobierno, que, «emponzoñadas del virus mortífero del liberalismo, se secularizan, separan y sustraen del vital influjo del reinado social de Jesucristo», se producía «un orden precario» y «una paz falsa o aparente», impuesta por las armas, que arruinaba a los Estados material y moralmente e iba siempre acompañada de «siniestros temores de revoluciones imprevistas». Para Gómez-Salazar, la solución era el reinado social de Jesucristo, que definía como:

la ley de Dios y del Magisterio infalible de su Iglesia, instituida por Él para iluminar a los individuos y a las naciones en el orden intelectual, moral y social, y dirigirlos y vivificarlos espiritual y moralmente, cual el alma dirige y vivifica el cuerpo.

## Fiesta de Cristo Rey

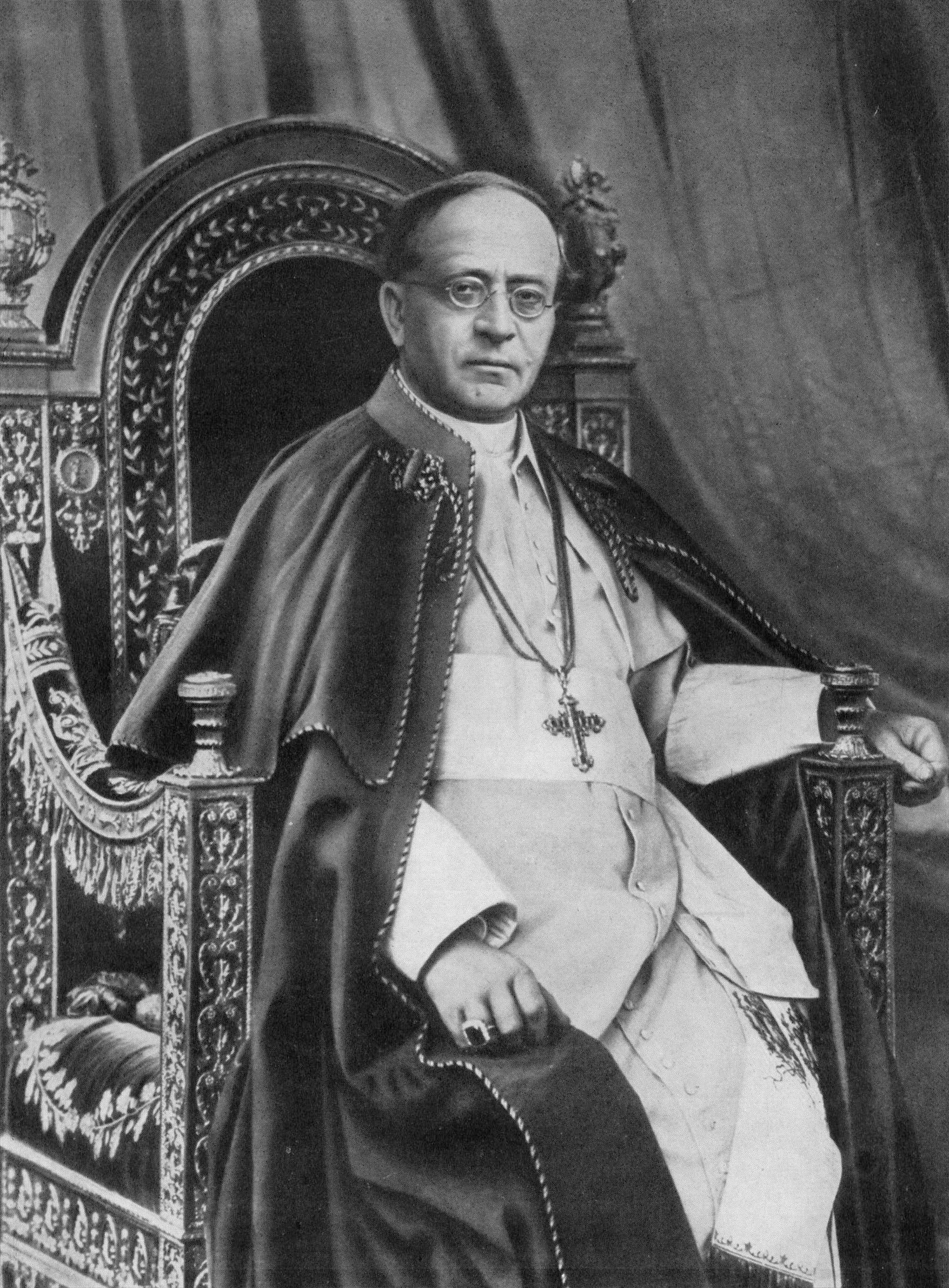
Pío XI

La doctrina como tal fue institucionalizada por el papa Pío XI en 1925 al constituir la fiesta de Cristo Rey en su encíclica Quas Primas, en la que expresaba de esta manera la necesidad de que los gobiernos obedezcan a Jesucristo:

La celebración de esta fiesta, que se renovará cada año, enseñará también a las naciones que el deber de adorar públicamente y obedecer a Jesucristo no sólo obliga a los particulares, sino también a los magistrados y gobernantes.

A éstos les traerá a la memoria el pensamiento del juicio final, cuando Cristo, no tanto por haber sido arrojado de la gobernación del Estado cuanto también aun por sólo haber sido ignorado o menospreciado, vengará terriblemente todas estas injurias; pues su regia dignidad exige que la sociedad entera se ajuste a los mandamientos divinos y a los principios cristianos, ora al establecer las leyes, ora al administrar justicia, ora finalmente al formar las almas de los jóvenes en la sana doctrina y en la rectitud de costumbres. Es, además, maravillosa la fuerza y la virtud que de la meditación de estas cosas podrán sacar los fieles para modelar su espíritu según las verdaderas normas de la vida cristiana.

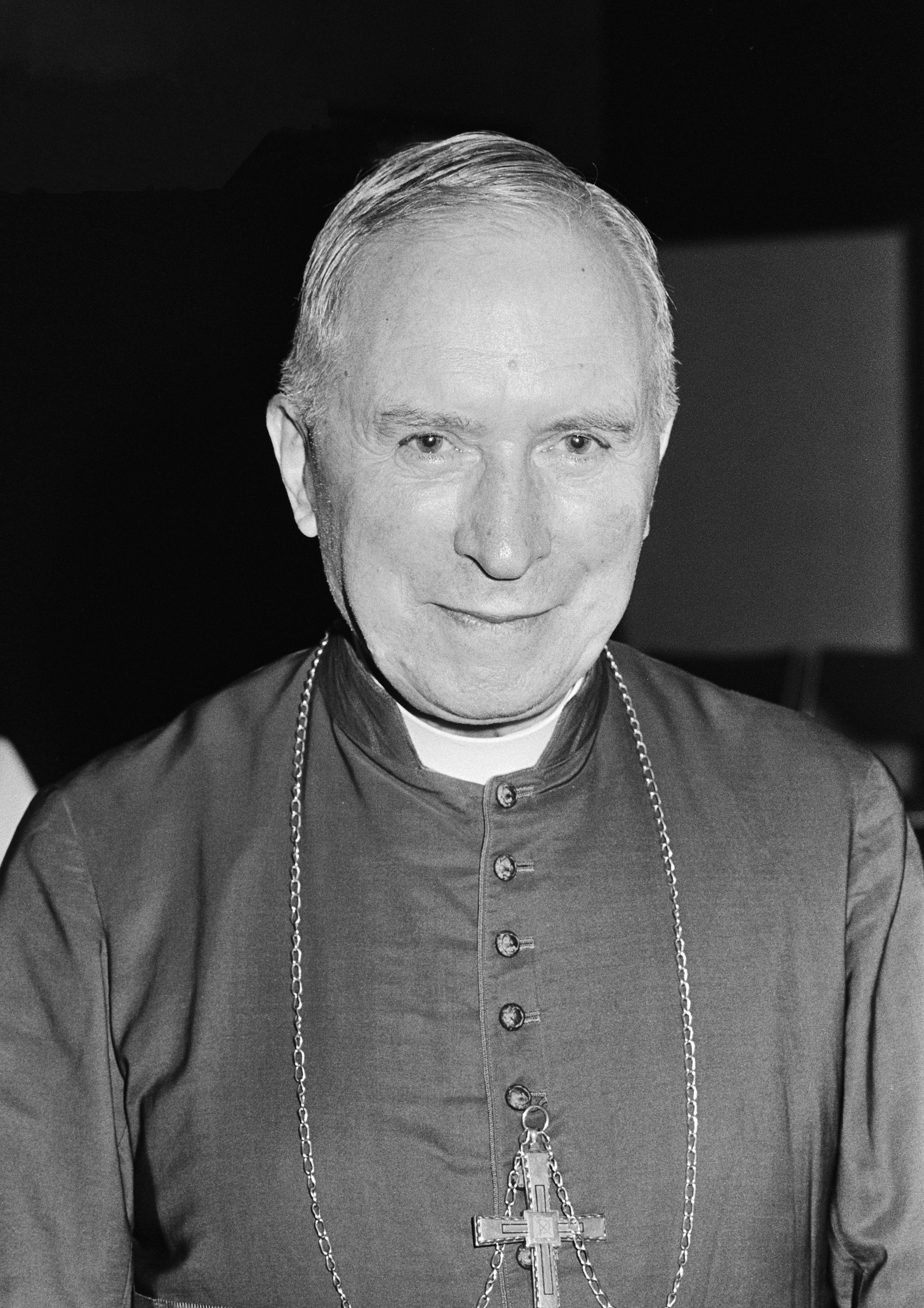
Marcel Lefebvre (1905-1991)

Para el padre Solá, prestigioso teólogo, con este documento magisterial Pío XI había proclamado dogmáticamente la Realeza de Jesucristo. A partir de entonces, los vivas al reinado social de Jesucristo dieron paso a la aclamación «¡Viva Cristo Rey!», popularizada en conflictos bélicos de las décadas de 1920 y 1930 por los cristeros mejicanos y los requetés españoles. Con este grito se sintetizó la aspiración de restaurar íntegramente la catolicidad del Estado.
El pensador católico francés Jean Ousset publicó en 1949 Pour qu'Il règne (Para que Él reine). En dicha obra señalaba el naturalismo como la oposición a la realeza social de Jesucristo, dividiéndolo en tres categorías: un naturalismo agresivo o netamente manifiesto que niega la existencia misma de lo sobrenatural; un naturalismo moderado que no niega lo sobrenatural, pero que rehúsa acordarle la preeminencia, porque sostiene que todas las religiones son una emanación del sentido religioso (teoría propia de la herejía modernista); y finalmente, el naturalismo inconsecuente, que reconoce la existencia de lo sobrenatural y su preeminencia divina, pero lo considera como materia opcional.

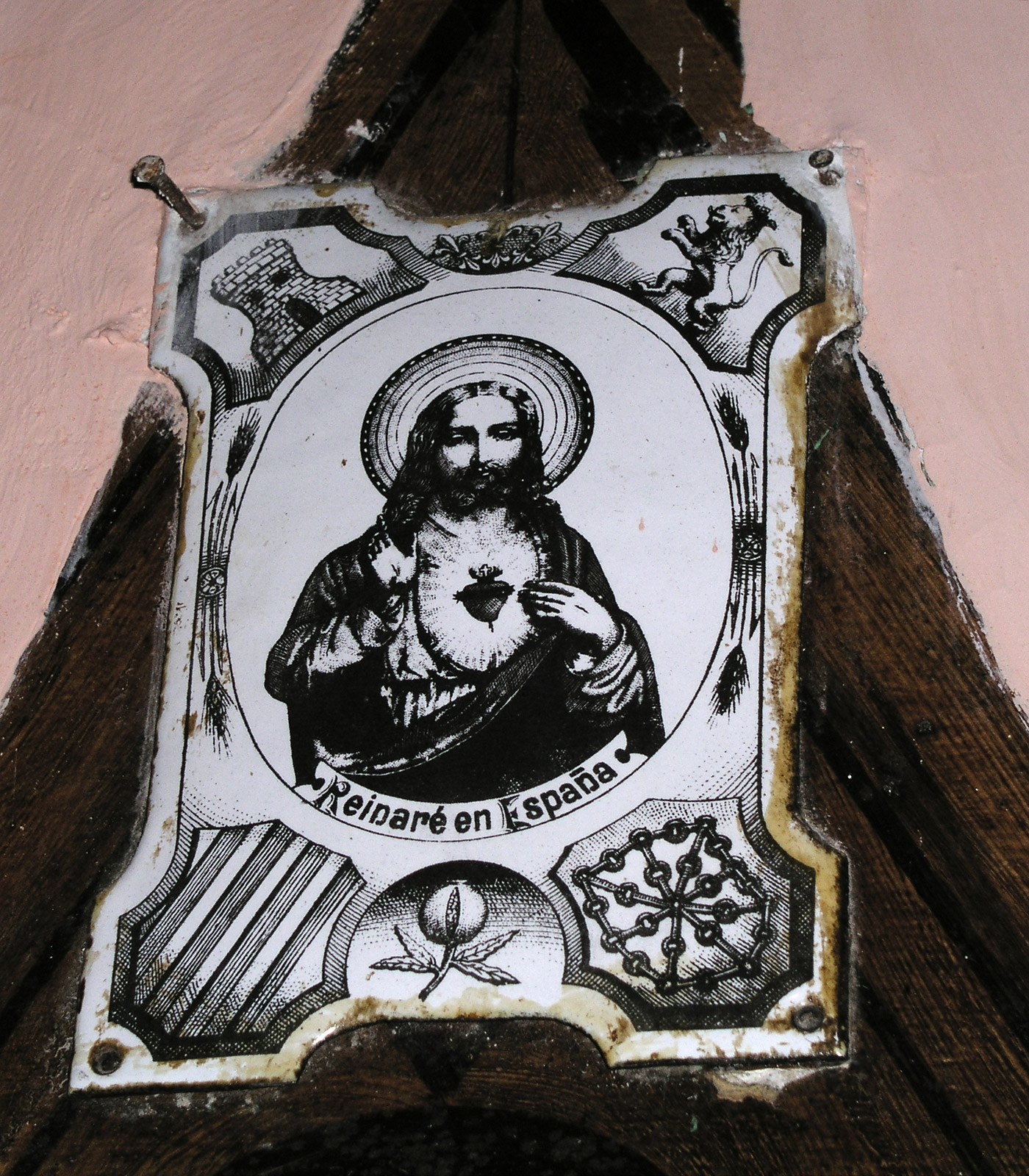
Imagen del Sagrado Corazón de Jesús con la leyenda «Reinare en España» (en alusión a la Gran Promesa). Solía ponerse en las puertas de los hogares católicos de España a principios del siglo.

Según el arzobispo Marcel Lefebvre, el Concilio Vaticano II y en concreto la declaración Dignitatis Humanae supusieron la «muerte del reinado social de Jesucristo» y la aparición del «reinado del indiferentismo religioso». El prelado francés afirmó que era contrario a la doctrina católica sostener que los Estados deben ser neutrales en materia religiosa, negando a Cristo el derecho de «impregnar todas las leyes civiles con la ley del Evangelio». Lefebvre añadió además que este Concilio, que se había declarado pastoral, no podía obligar a aceptar sus novedades como doctrinas definitivas e intocables y que era contradictorio querer aferrarse a él a toda costa cuando sus mismos autores no habían querido aferrarse a la Tradición, siendo esta «obra del Espíritu Santo».
En 1969 el papa Pablo VI cambió la naturaleza de la fiesta de Cristo Rey, pasando a denominarse «Jesucristo Rey del Universo» y postergando simbólicamente su celebración al último domingo del ciclo litúrgico del nuevo calendario romano, lo que permitía entender que Cristo solo debía reinar al final de los tiempos y no en este mundo y ahora.
A este respecto, los dominicos de España afirmarían, en relación con los cambios de la fiesta de Cristo Rey en el Calendario romano de 1969:

En tal solemnidad ha desaparecido todo atisbo triunfalista, que parecía querer mantener esta fiesta, superando claramente un sentido que a los cristianos de hoy aparece ya como anacrónico.

Los católicos tradicionalistas siguen reivindicando actualmente la doctrina del reinado social de Cristo y celebrando la fiesta de Cristo Rey según el calendario romano tradicional.